# اريك لي (لاعب كرة قدم كندية)
اريك لي (بالإنجليزية: Eric Lee)‏ هو لاعب كرة قدم كندية غاني وأمريكي، ولد في 10 أبريل 1983 في غانا.